# Campeonato Gaúcho de Futebol de 1995 - Série A
O Campeonato Gaúcho de Futebol de 1995, foi a 75ª edição da competição no Estado do Rio Grande do Sul. A disputa ocorreu em duas séries; a Série-A com 14 clubes e a Série-B com 10 clubes. Os 2 melhores da série B participavam da fase final da Série A, assim como assegurava a vaga na Série A do ano seguinte. Os dois piores da Série A eram rebaixados para a Série B do ano seguinte e os dois piores da Série B eram rebaixados para a Segunda Divisão do ano seguinte. Essa fórmula foi implantada após o desastre que foi o Gauchão de 94. A competição teve seu início em 17 de fevereiro e o término em 13 de agosto de 1995. O campeão deste ano foi o Grêmio.

## Serie A
| - Basil-Far (Farroupilha) 3ª - Brasil-PE (Pelotas)40ª - Caxias (Caxias do Sul)34ª - Glória (Vacaria) 7ª - Grêmio (Porto Alegre)53ª - Grêmio Santanense (Santana do Livramento)11ª - Guarani-VA (Venâncio Aires) 5ª | - Internacional (Porto Alegre)51ª - Juventude (Caxias do Sul)33ª - Pelotas (Pelotas)39ª - Santa Cruz -RS (Santa Cruz do Sul)26ª - São Luiz (Ijuí) 9ª - Ypiranga (Erechim)16ª - Veranópolis (Veranópolis) 2ª |

## Série A

### Segunda Fase
Grupo A
Grupo B

## Serie B
| - 15 de Novembro(Campo Bom)1ª - Aimoré (São Leopoldo)27ª - Atlético Carazinho(Carazinho)7ª - Esportivo (Bento Gonçalves)25ª - Guarany-GA (Garibaldi)5ª | - Guarany-CA (Cruz Alta) 9ª - Inter-SM (Santa Maria) 27ª - Lajeadense (Lajeado)13ª - Passo Fundo (Passo Fundo)17ª - Bagé (Bagé) 24ª |

## Série B

### Segunda Fase
Grupo A
Grupo B

## Fase Final
|  | Semifinais    | Semifinais | Semifinais | Semifinais |   |               | Final | Final | Final | Final |
|  |               |            |            |            |   |               |       |       |       |       |
|  | São Luiz      | 1          | 0          | 1          |   |               |       |       |       |       |
|  | Internacional | 5          | 4          | 9          |   |               |       |       |       |       |
|  | Internacional | 5          | 4          | 9          |   | Internacional | 1     | 1     | 2     |       |
|  |               |            |            |            |   | Internacional | 1     | 1     | 2     |       |
|  |               | Grêmio     | 1          | 2          | 3 |               |       |       |       |       |
|  | Juventude     | Grêmio     | 1          | 2          | 3 | 2             | 0     | 2     |       |       |
|  | Juventude     |            |            |            |   | 2             | 0     | 2     |       |       |
|  | Grêmio        | 1          | 2          | 3          |   |               |       |       |       |       |

## Campeão
| Campeonato Gaúcho de Futebol 1995             |
| --------------------------------------------- |
| Grêmio Foot-Ball Porto Alegrense (30º título) |

## Artilheiro
- Ailton (Ypiranga) 16 gols

## Segunda Divisão
Campeão: Santo Ângelo
2º lugar: Palmeirense